# 姚安路
姚安路，元朝时设置的路。
天历元年（1328年）置，治所在姚州（今云南省姚安县）。辖境约当今云南省姚安、大姚、永仁三县及四川省攀枝花市金沙江以南地区。属云南行省。明朝洪武十五年（1382年），改为姚安府。 